# Ğ
Das Ğ, klein ğ, ist ein Buchstabe in den lateinschriftlichen Alphabeten verschiedener Sprachen. Das G mit Breve findet beispielsweise im Türkischen, Aserbaidschanischen, Krimtatarischen und Tatarischen Anwendung. Der Unicode-Codepoint für die Majuskel befindet sich auf U+011E, der des Kleinbuchstaben auf U+011F.
Das G mit dem diakritischen Zeichen Breve nennt sich auf Türkisch yumuşak ge („weiches G“). Es kommt nur in bestimmten Wortstämmen vor, wo es von einem normalen G abgeleitet ist, bleibt jedoch entweder stumm, führt zur Längung des Selbstlauts oder wird als Gleitlaut gesprochen, je nach benachbarten Lauten.
Auch bei Wörtern, die ein k enthalten, wandelt sich der Buchstabe bei Beugung in ein ğ (gelecektim ‚ich wollte kommen‘ zu geleceğim ‚ich werde kommen‘; köpek ‚Hund‘ zu köpeği ‚den Hund‘).
Am Wortanfang ist das Ğ nur im Krimtatarischen und Tatarischen zu finden. Im Krimtatarischen und im Aserbaidschanischen behielt es den ursprünglichen Lautwert bei und wird als stimmhafter velarer Frikativ gesprochen. Das entsprechende IPA-Zeichen ist [⁠ɣ⁠]. Im Tatarischen wird es hingegen als stimmhafter uvularer Frikativ [⁠ʁ⁠] gesprochen.

## Zeichenkodierungen
| Standard     | Standard      | Majuskel Ğ                        | Minuskel ğ                      |
| ------------ | ------------- | --------------------------------- | ------------------------------- |
| Unicode      | Codepoint     | U+011E                            | U+011F                          |
| Unicode      | Name          | LATIN CAPITAL LETTER G WITH BREVE | LATIN SMALL LETTER G WITH BREVE |
| UTF-8        | UTF-8         | C4 9E                             | C4 9F                           |
| HTML-Entität | HTML-Entität  | &Gbreve;                          | &gbreve;                        |
| XML/XHTML    | dezimal       | &#286;                            | &#287;                          |
| XML/XHTML    | hexadezimal   | &#x011E;                          | &#x011F;                        |
| TeX/LaTeX    | Textmodus     | \u G                              | \u g                            |
| TeX/LaTeX    | Mathem. Modus |                                   |                                 |